# Valleys of Neptune
Valleys of Neptune è l'undicesimo album di studio, pubblicato postumo, del musicista rock statunitense Jimi Hendrix.

## Il disco
Il disco è stato pubblicato negli Stati Uniti il 9 marzo 2010, preceduto da una massiccia campagna pubblicitaria che recitava: "12 previously unreleased studio recordings" (12 registrazioni inedite) inclusa la presenza del brano Valleys of Neptune, descritto come "uno degli inediti più ambiti di tutte le registrazioni di Jimi Hendrix". I brani presenti sull'album, in gran parte prodotti da Hendrix stesso, hanno ricevuto un restyling produttivo postumo in sala di registrazione ad opera di Janie Hendrix, Eddie Kramer e John McDermott. Registrato in prevalenza durante il 1969 dopo l'uscita dell'LP Electric Ladyland, l'album vede la partecipazione della formazione classica del gruppo The Jimi Hendrix Experience: voce e chitarra elettrica di Hendrix, basso di Noel Redding e batteria di Mitch Mitchell. Dal disco è stato estratto il brano Valleys of Neptune, pubblicato come singolo il 1º febbraio 2010, seguito poi da Bleeding Heart come secondo singolo il 1º marzo. Per entrambi i brani sono stati prodotti ex novo dei videoclip.

### Origine
La maggior parte dei brani presenti su Valleys of Neptune furono registrati all'inizio del 1969, quando Hendrix stava lavorando alle canzoni per il suo incompiuto quarto album, che avrebbe dovuto fare seguito al celebrato Electric Ladyland del settembre 1968. Numerose versioni alternative di queste canzoni sono state già pubblicate in precedenza, sia ufficialmente che non, anche se in qualità audio inferiore.

### Copertina
La copertina dell'album è basata su un dipinto risalente al 1957 opera di Hendrix stesso. La grafica finale del disco è quindi una miscela tra il disegno originale e una fotografia di Hendrix, scattata da Linda McCartney, colorata con un filtro blu.

## Tracce
Tutti i brani sono opera di Jimi Hendrix, eccetto Bleeding Heart (Elmore James) e Sunshine of Your Love (Pete Brown, Jack Bruce ed Eric Clapton)
1. Stone Free - 3:45
2. Valleys of Neptune - 4:01
3. Bleeding Heart - 6:20
4. Hear My Train A Comin' - 7:29
5. Mr. Bad Luck - 2:56
6. Sunshine of Your Love (strumentale) - 6:45
7. Lover Man - 4:15
8. Ships Passing Through the Night - 5:52
9. Fire - 3:12
10. Red House - 8:20
11. Lullaby for the Summer (strumentale) - 3:48
12. Crying Blue Rain - 4:56

### Bonus Tracks Target Corporation
1. Slow Version (strumentale) - 4:56
2. Trash Man (strumentale) - 7:23

## Formazione
Musicisti principali
- Jimi Hendrix – voce, chitarre, produzione su ogni brano eccetto la traccia numero 5, dipinto in copertina
- Mitch Mitchell – batteria su ogni brano eccetto la traccia numero 3
- Noel Redding – basso su ogni brano eccetto le tracce 1, 2 e 3, coro sulla traccia 9
- Billy Cox – basso sulle tracce 1, 2 e 3

Altri musicisti
- Rocki Dzidzornu – percussioni sulle tracce 6 e 12
- Roger Chapman – coro traccia 1
- Andy Fairweather Low– coro traccia 1
- Juma Sultan – percussioni sulla traccia 2
- Rocky Isaac – batteria sulla traccia 3
- Chris Grimes – tamburello sulla traccia 3
- Al Marks – maracas sulla traccia 3